# 三笠町 (台北市)
三笠町（みかさちょう）は、日本統治時代の台湾における町名。昭和町の東に位置した。おおよそ現在の大安区の和平東路二段と瑞安街の一帯が含まれる。この地域は日本統治時代の晩期に新興住宅地として発展し、戦没者遺族の住宅が建てられた。